# Environmentální žal
Environmentální žal (také ekologická úzkost, klimatický žal, environmentální úzkost) je psychologická reakce na ztráty způsobené změnou klimatu nebo ničením životního prostředí.
Thanatoložka Kriss Kevorkian definuje environmentální žal jako „úzkostlivou reakci pramenící ze ztráty ekosystémů přírodními a člověkem způsobenými událostmi.“ Ashlee Cunsolo a Neville Ellis tento žal definují jako „žal ve vztahu k zažitým nebo očekávaným ekologickým ztrátám, které zahrnují ztrátu druhů, ekosystémů a významné krajiny, v důsledku akutních nebo chronických změn životního prostředí."
Environmentální žal prožívají například vědci, kteří byli svědky úpadku australského Velkého bariérového útesu. Po tomto zážitku hlásí pocity úzkosti, beznaděje a zoufalství. Již v roce 2014 se v článku časopisu The Guardian v důsledku ztráty až poloviny všech světových druhů Jo Confino zeptal: „Proč se nesvíjíme na podlaze v bolestech, když jsme schopni tak obrovské genocidy světových druhů?“
Podle terapeutky Zdeňky Voštové se lidé trpící environmentálním žalem často nejvíce obávají vleklého sucha, hladomorů nebo válek v důsledku klimatické krize. Bojí se tedy zejména o svoji budoucnost či budoucnost svých dětí. Environmentální žal navíc podle ní doprovází smutek z důvodu ničení přírody, mizení druhů nebo usychání lesů. Tyto dopady jsou totiž viditelné i v České republice. Environmentální žal je často doprovázen i dalšími emocemi jako je hněv, vztek, pocit bezmoci a bezvýchodnosti, strach nebo vina.
Přestože je pojem environmentální žal poněkud nový, podobné koncepty jsou již známé v oboru ekopsychologie.

## Klimatický žal
Výzkum psychologů o environmentálním a klimatickém žalu je prozatím v počátečních fázích.
Nově vznikající model klimatického žalu naznačuje, že lidé mohou prožívat klimatické zoufalství nebo klimatickou úzkost stejně, jako se prožívá smutek skrze pět stádií smutku. Klimatický a environmentální žal lze tedy přirovnat k obavám ze smrti. V důsledku tohoto zjištění se začaly vytvářet centra sociální podpory, která pomáhají i online prostřednictvím internetu.
Cunsolo a Ellis tvrdí, že „žal je přirozená a legitimní reakce na ekologické ztráty, která se může stát více častou spolu se zhoršujícími se dopady klimatu.“
Existuje i názor, aby se ti, co šíří zprávy o klimatu, nejprve zaměřili spíše na sdělování klimatických dopadů a na možné přizpůsobení se těmto změnám, než na aspekty žalu. Tito zprostředkovatelé zpráv, mezi které patří například Yaleský program pro komunikaci o změně klimatu, často řeší otázku žalu tím, že zdůrazňují důležitost popisu řešení. Pokusy o nasměrování klimatické úzkosti k hledání řešení jsou navíc také podobné přístupu popsanému Shermanem H. Dryerem, ředitelem rozhlasových produkcí na Universitě Chicago. V jeho manuálu propagandy druhé světové války radiové komunikace o válce vždy končí zprávou o tom, jak posluchač může podpořit válečné úsilí.
Není však jasné, jestli nasměrování k přeměně úzkosti a zoufalství v hledání řešení je adekvátní odpovědí pro lidi, kteří zažili konkrétní osobní ztráty. Příkladem těchto lidí mohou být někteří obyvatelé Grónska, kteří v důsledku klimatických změn museli utratit svá psí spřežení. Již zmiňovaná Cunsolo, ekoložka působící v Nunatsiavutu na severu Kanady, popsala rozporuplnost této otázky v článku nazvaném „Cítit nebo necítit žal?“.
Některé diskuse v médiích se také zaměřují na otázku, zda vůbec prezentace negativních aspektů změny klimatu vyvolává v lidech zoufalost a rezignaci ke své budoucnosti. V roce 2016 si v článku časopisu Scientific American položili otázku: „Je traumatický pocit ztráty vinen za pozastavení akce proti změně klimatu?“ V roce 2019 novinář Mike Pearl napsal, že „lidé trpí tím, co by se dalo nazvat „klimatické zoufalství“, což je pocit, že změna klimatu je nezastavitelná síla, která způsobí zánik lidstva a učiní život mezitím zbytečným.“

### U mladých lidí
Environmentální a klimatický žal lze zaznamenat u mladých lidí, mladistvých a i dokonce dětí. V roce 2019 v otevřeném dopise švédské vládě skupina psychologů a psychoterapeutů uvedla: „Pokračující ekologická krize bez aktivního řešení se zaměřuje zejména na svět dospělých a tvůrci rozhodnutí představují velké riziko toho, že rostoucí počet mladých lidí bude trpět úzkostmi a depresemi.“
Vedoucí politiky z Generation Climate Sarah Goodspeed tvrdí: „Ti z nás, kteří pracují ve světě klimatické změny, vidí mladé lidi jak truchlí nad ztrátami, které pomalu přicházejí...Tyto reakce jsou skutečné a odůvodněné.“

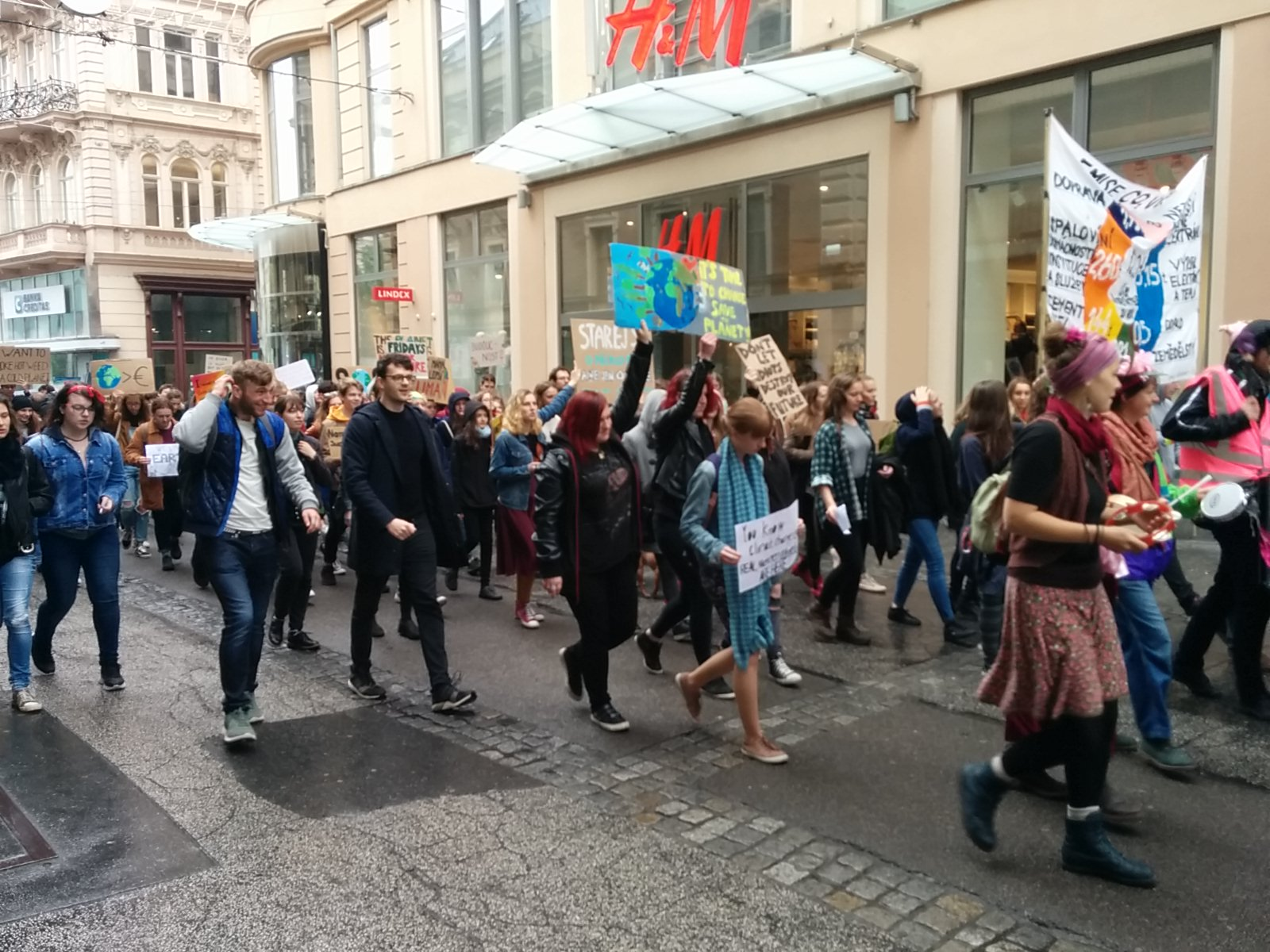
Studentská stávka za klima v Brně

S tímto přístupem souhlasí i sociální vědkyně Renee Lertzman, která studuje duševní zdraví a emoční složky spojené se zhoršováním životního prostředí. Podle ní lze klimatický žal u mladých lidí přirovnat k obavám z hrozby jaderného zničení světa, které zažívala generace baby boomers během studené války.
Podle ekopsychologa Jana Krajhanzla u dětí nastává i problém toho, že dané informace mohou být pro dětský mozek těžko zpracovatelné. V ekopedagogice se tedy doporučuje, aby se dětem do 5. třídy základní školy neoznamovali příliš katastrofické scénáře, jelikož právě ty mohou vyvolat úzkost a žal. Je spíše důležité, aby se dětem poukazovalo na možné řešení problémů. S tímto souhlasí i psycholog Dr. Patrick Kennedy-Williams, který pobízí zejména rodiče, aby o těchto problémech se svými dětmi mluvili a podporovali je k aktivním řešením.
Vzrůstající environmentální žal lze pozorovat u generace Z.
Přeměnu žalu v aktivní řešení lze vidět i u mladých aktivistů. Nejznámější z nich je Greta Thunbergová ze Švédska nebo Elizabeth Wathuti z Keni. V České republice lze zaznamenat i nárůst hnutí Fridays For Future, který je postaven zejména na stávkách mladých lidí a studentů.

### U vědců
U vědců je typické to, že většinou jako první vidí dopady klimatické změny a přímo zažívají ztrátu biodiverzity, a to často během krátkého časového úseku. V důsledku toho mnoho vědců zažívá environmentální žal. Někteří z nich se proto rozhodli zformovat centra sociální podpory jak online, tak i v institucích, aby napomohli lidem, kteří také prožívají tento typ žalu.
V článku deníku The Guardian se profesor mořské biologie a globální změny Univerzity Exeter Stephen Simpson podělil o svůj nešťastný zážitek: "Právě jsem k sobě přibral PhD studenta, aby studoval chování ryb, a během té doby, kdy se chystal na svůj první výzkum, Velký bariérový útes umřel - 80 % korálů, na kterých jsme pracovali, bylo pryč a většina ryb, která tam žila, se posunula jinam. V jednom našem rozhovoru jsem mu řekl, že jeho návštěva bude ten nejúžasnější zážitek a nakonec to bylo jen tragické pohřebiště korálového života.".
U vědců se také objevuje to, že často pohltí své emoce, posunou se do dalších pracovních polí, pracují na ochraně určitých oblastí životního prostředí, které studují, nebo se zaměřují na hledání cest jak pomoci životnímu prostředí adaptovat se na změny. Někteří vědci berou tyto nové činnosti jako nutné, jelikož tak mohou oslavit svou lásku k přírodě a k životnímu prostředí. Ve vědecké komunitě ovšem existuje názor, že jakékoliv emoce by se během výkonu práce neměly příliš objevovat. S tímto ovšem nesouhlasí vědci Tim Gordon, již výše zmiňovaný Stephen Simpson a Andrew N. Radford, kteří svůj nesouhlas vyjádřili v článku časopisu Science. V tomto článku popisují nutnost podpory vědců, kteří by své emoce rozhodně neměli potlačovat, jelikož toto chování může vést k větším mentálním problémům.

### U domorodých komunit
Environmentální žal zažívají zejména domorodé komunity, které žijí v oblastech, kde lze změny v životním prostředí již dnes pozorovat – například v Kanadě na poloostrově Labrador. Zdejší domorodé komunity environmentální žal zažívají kvůli ztrátě své identity, jelikož jejich život je velmi blízko spojen s přírodou – například s lovem a s cestováním po ledu. U těchto komunit lze navíc pozorovat smutek z pohledu na ostatní, kteří také zažívají toto trauma spojené s životním prostředím. Zároveň se zde také objevuje environmentální žal ze strachu z budoucnosti, a to zejména v důsledku předpovědí, které naznačují pokračující degradaci životního prostředí.
Tuto složitou situaci vystihl jeden inuitský stařec svým citátem: „My jsme lidé mořského ledu. A když zde nebude žádný mořský led, jak budeme moci být lidé mořského ledu?“.

### U žen
Žal může být také přímo spojen se sekundárními dopady klimatické adaptace. Podle IPCC byly tyto sekundární dopady pozorovány zejména u žen. V reportu IPCC věnujícímu se změnám klimatu z roku 2014 je uvedeno, že ženy v důsledku změny klimatu nebo v důsledku extrémních výkyvů počasí zažívají dodatečné povinnosti (jako pracující nebo pečovatelky), které negativně ovlivňují jejich duševní zdraví.
Environmentálnímu žalu u žen se věnuje i český film Žal žen, který režírovala Andrea Culková. V tomto filmu jsou hlavními hrdinkami české ženy, které se svůj environmentální žal rozhodli proměnit v aktivismus v hnutí Extintion Rebellion.

### Náboženský rozměr
Environmentální žal vykazuje také náboženský rozměr, spirituální rovinu. Může se projevovat jako žal nebo smutek, ale i jako vztek, úzkost, deprese či únava, častovšak zahrnuje více zmíněných projevů či jejich různé kombinace. V širším kontextu hnutí inspirovaných mj. environmentalismem nalezneme například prepperství.

## Možná řešení environmentálního žalu
Přestože je téma environmentálního žalu nesmírně psychologicky složité, existují některá doporučení, která mohou přispět k vyřešení tohoto žalu. Jedním z možných řešení, jak se vypořádat s environmentálním žalem, může být proaktivní přístup. Podle terapeutky Zdeňky Voštové se tímto může vyřešit bezmoc, kterou lidé většinou pociťují. Příkladem proaktivního řešení může být například vstoupení do politiky či sázení stromů nebo jiná forma dobrovolnictví.
Emily Anderson, vedoucí skupiny pro boj proti změně klimatu Bostonské univerzity, doporučuje k řešení environmentálního žalu zejména kladný přístup k trávení času v přírodě. Dále zmiňuje důraz na péči o sebe a vděk za malé každodenní úsilí, které lidé dělají s ohledem na ochranu klimatu.
Bohuslav Binka doporučuje k řešení trávení času a sdílení svých emocí s lidmi s podobnými emocemi. „Může pomoct to, že sdílím (své emoce) s lidmi kteří mi rozumí a rozumí tomu problému. To je obrovská pomoc.“.
Podle ekopsychologa Jana Krajhanzla je potřeba, aby se v médiích místo zveřejňování narůstajících problémů i více poukazovalo na možná řešení těchto environmentálních problémů. „Jedna zásadní věc je nepopisovat jenom ten problém, ale zároveň říkat, co každý člověk může pro tu věc dělat. To mimochodem neznamená jenom spotřebitelské chování, úplně stejně to může být občanská angažovanost,“ říká. Média by se podle něj měla navíc zaměřovat na problémy, které s občany souvisí. V případě České republiky by se mohlo například jednat o řešení problémů sucha či mizející biodiverzity.
Jako prevence environmentálního žalu může podle Voštové posloužit dodržování principů psychohygieny. Důležité je tedy trávit čas v přírodě, dbát na zdravou životosprávu a v tomto případě je i vhodné odpojovat se od negativních zpráv, které žal způsobují.